# Антоненко Олег Володимирович
Олег Володимирович Антоненко (біл. Алег Уладзіміравіч Антоненка; 1 липня 1971, м. Мінськ, СРСР) — білоруський хокеїст, лівий нападник. Заслужений майстер спорту Республіки Білорусь (2002).

## З життєпису
Вихованець хокейної школи «Юність» (Мінськ), тренер — Н. Беспрозванних. Виступав за «Динамо» (Мінськ), «Тівалі» (Мінськ), «Сєвєрсталь» (Череповець), «Нафтохімік» (Нижньокамськ), «Ак Барс» (Казань), «Словнафт» (Всетін), «Торпедо» (Нижній Новгород), «Металург» (Новокузнецьк), МВД (Твер), «Автомобіліст» (Єкатеринбург), «Молот-Прикам'є» (Перм), ХК «Гомель».
У складі національної збірної Білорусі провів 143 матчі (49 голів, 50 передач), учасник зимових Олімпійських ігор 1998, 2002 і 2010; учасник чемпіонатів світу 1994 (група C), 1997 (група B), 1998, 1999, 2001, 2002 (дивізіон I), 2004 (дивізіон I), 2006, 2007, 2008 і 2009.
Досягнення
- Чемпіон Росії (1998)
- Чемпіон Білорусі (1993, 1994, 1995, 2007), срібний призер (2006)
- Срібний призер чемпіонату Чехії (2000)
- Володар Кубка Білорусі (2006)
- Найкращий хокеїст року Білорусі (2007)
- Учасник матчу всіх зірок КХЛ (2009).